# Halictini
Halictini is een geslachtengroep van vliesvleugeligen uit de onderfamilie Halictinae. Carl Gustaf Thomson beschreef de groep in 1869 als eerste in zijn Opuscula Entomologica.
De andere vier geslachtengroepen zijn Augochlorini, Thrinchostomini, Caenohalictini en Sphecodini. Sommige entomologen gebruiken een alternatieve indeling, waarbij naast Halictini enkel Augochlorini worden onderscheiden.
De bijensoorten van de geslachtengroep Halictini worden gekenmerkt door het bezit van een legboor in de vorm van een giftige angel voor verdediging tegen predatoren en prooien.